# Freaks (musikalbum)
Freaks är det tredje studioalbumet av den svenska rockgruppen Qoph, utgivet den 12 december 2012 av Transubstans Records. En vinylversion gavs ut av det tyska skivbolaget Nasoni Records.

## Låtlista
1. "Hearts & Sorrows" - 5:28
2. "Seconds & Minutes" - 3:02
3. "In Your Face" - 4:56
4. "Ride" - 3:37
5. "Feverland" - 4:35
6. "The Weirdness to come" - 5:13
7. "Freaks" - 4:36
8. "Remedy" - 4:44
9. "The Devil Rides Out" - 7:11

## Medverkande
Qoph
- Rustan Geschwind - sång
- Filip Norman - gitarr
- Federico de Costa - trummor, sång
- Patrik Persson - bas

Gästmusiker
- Karl Asp - saxofon (på "Ride" och "The Devil Rides Out")

Produktion
- Mastrad av Magnus Bergman